# Piera Aiello
Piera Aiello (pronunciación en italiano: /ˈpjɛːra aˈjɛllo/; Partanna, 2 de julio de 1967) es una política e informante de la policía italiana conocida por su posición contra la Mafia. Es miembro de la Cámara de Diputados. En 2019 fue nominada como una de las 100 mujeres de la BBC.

## Trayectoria
Aiello nació en Partanna, Sicilia, en 1967. En 1985, siendo aún una adolescente, la obligaron a casarse con Nicola Atria, hijo de un jefe de la Mafia. Su suegro, Vito Atria, fue asesinado nueve días después de la boda. Ella no amaba a su marido y tomaba la píldora para evitar quedarse embarazada, pero su marido se enteró y la violó. Este fue asesinado en 1991 y ella y su hija de tres años presenciaron el asesinato. Decidió denunciar a los asesinos de su esposo, una decisión que fue apoyada por su cuñada Rita Atria y el magistrado antimafia Paolo Borsellino. Este fue asesinado también en el atentado de Via D'Amelio el 19 de julio de 1992, dos meses escasos después de la muerte de su colega Giovanni Falcone. 
Aiello se vio abandonada por su hermana y por el magistrado, y a causa de ello adoptó otra identidad, a fin de proteger a su familia y a sí misma de las represalias de la Mafia. Las pruebas aportadas por Rita Atria y Aiello, junto con otros testimonios, llevaron al arresto de varios miembros de la Mafia y a una investigación sobre el político Vincenzo Culicchia, quien había sido alcalde de Partanna durante treinta años.
Se casó de nuevo en el 2000, su esposo conocía sus antecedentes. De vez en cuando daba charlas sobre su historia para la policía en las escuelas, pero su rostro y su nombre eran siempre disimulados. Cuando su hija era adolescente, esta encontró en el ático unas pinturas que había hecho ella y que estaban firmadas con su nombre anterior. Le contó a su hija toda la historia y se dio cuenta de que necesitaba ser más activa, por lo que, alentada por su hija, decidió aceptar una oferta del Movimiento Cinco Estrellas y postularse para un cargo político.
Debido a las amenazas de la Mafia, cuando se presentó a las elecciones a la Cámara de Diputados por el Movimiento Cinco Estrellas, usó un velo para proteger su identidad. Le sorprendió que, a pesar de ocultar su rostro, fuera elegida por un área de Sicilia conocida por ser dominada por la Mafia. Una vez elegida, la que hasta entonces solo era conocida como la Dama Fantasma desveló su rostro el 13 de junio de 2018 y mantuvo sus principios. En la actualidad es una defensora de las personas que informan sobre la Mafia con la esperanza de poder protegerlos a ellos y a sus familias. 
En 2019 fue nominada como una de las 100 mujeres de la BBC.